# André Malraux
André Malraux (Pariz, 3. studenog 1901. – Créteil, 23. studenog 1976.), francuski pisac, pustolov i državnik.

## Životopis

### Mladost
Malraux je rođen u Parizu 1901. godine.  1905. otac Ferdinad je napustio obitelj pa je Andrea odgajala majka Berthe (djevojačkog prezimena Lamy) koja je živjela sa svojom majkom i sestrom.  Otac mu se ponovno oženio i u drugom braku je imao dvojicu sinova. 1929. za vrijeme velike gospodarske krize počinio je samoubojstvo, a obojica sinova iz drugog braka su mu poginula u ratu.  
Nakon završene škole André se počeo baviti prodajom rijetkih knjiga i umjetnina, zanimao se i za izdavački posao radeći kao urednik za Gastona Gallimarda, poznatog pariškog izdavača. Pisao je članke o modernoj umjetnosti, a i sam se okušao u proznom stvaralaštvu uglavnom pod utjecajem njemačkog ekspresionizma i kubizma. Studirao je orijentalne jezike u École des Langues Orientales, ali nije diplomirao. Malraux je bio vrlo aktivan u mondenom pariškom društvu i stekao je neke utjecajne prijatelje. Inače, još od djetinjstva je patio od facijalnih tikova za koje se smatra da su posljedica Touretteovog sindroma.
U dobi od 21 godine se oženio Clarom Goldschmidt, bogatom njemačkom Židovkom, s kojom je imao kći Florence rođenu 1933. godine. S Clarom je otputovao u Kambodžu kako bi se tamo bavio trgovinom umjetninama.
Malraux je volio mondeni i raskošan život, a zbog financijskih poteškoća, nakon što je lošim burzovnim ulaganjem 1923. izgubio ženino bogatstvo, odlučio se na pokušaj krađe umjetnina iz hrama Banteay Srei u Angkoru.  Planirao ih je prodati svojim poznanicima, bogatim pariškim kolekcionarima, no uhićen je i, od strane kolonijalnih vlasti, osuđen na tri godine zatvora.  Clara je angažirala utjecajne intelektualce: Aragona, Bretona, Mauriaca, Gidea i Jacoba koji su zahvaljujući svojim vezama postigli da mu kazna bude ublažena. Pušten je nakon jedne godine, a iskustvo mu je poslužilo kao inspiracija za roman Kraljevski put iz 1930.
Nakon puštanja krajem 1924. nakratko je otišao u Francusku, a zatim se ponovno vratio u Indokinu gdje je većinu vremena provodio u Saigonu. Kao novinar bio je vrlo kritičan spram kolonijalne vlasti; u svojim novinama L'Indochine enchaînée, koje su izlazile dva puta tjedno, izvještavao je o raznim slučajevima nepravde prema lokalnom stanovništvu.  Ipak nije imao nikakvih kontakata s kineskim revolucionarima, komunistima, kao što se ponekad tvrdi, a jedino iskustvo s Kinom bili su kratki posjeti u Hong Kong i Macao. Također je smatrao da je kolonijalistička civilizatorska misija opravdana i nije se bunio iz ideoloških razloga nego iz simpatija prema lokalnom stanovništvu.
1926. vratio se u Francusku i objavio svoj prvi roman Iskušenje Zapada.  Nakon njega su slijedili Osvajači (1928.), Kraljevski put (1930.) i  Život ljudski  (1933.) za koji je te godine dobio prestižnu nagradu Goncourt. Malraux je bio pod utjecajem Dostojevskog, Nietzschea i Spenglera, a u njegovim radovima su prisutne egzistencijalističke teme o ljudskoj slobodi, određivanju vlastitog života i njegovoj apsurdnosti. Tridesetih je sudjelovao u arheološkim ekspedicijama u Iran i Afganistan.  

### Politička aktivnost
Od 1933. se više politički aktivirao; upozoravao je na opasnosti od nacizma i fašizma.  1934. je otputovao u Berlin kako bi pokušao srediti oslobađanje vođa KPD-a, Georgija Dimitrova i Ernsta Thälmanna.  Iste godine je sudjelovao na Kongresu sovjetskih pisaca; tada je upoznao Staljina (godinu dana ranije je upoznao Trockog). 1935. je zajedno s Louisom Aragonom osnovao Međunarodnu udrugu pisaca za obranu kulture. Tijekom tridesetih je bio blizak s komunistima iako je sam bio prvenstveno humanist i socijalni aktivist, a ne profesionalni revolucionar, te se nije strogo priklanjao njihovim idejama klasne borbe i partijske discipline.  S komunistima se rastao 1939. nakon potpisivanja pakta između SSSR-a i Trećeg Reicha.
Početkom Španjolskog građanskog rata, 1936. godine, priključio se republikanskoj strani.  Sudjelovao je u logistici republikanskog zrakoplovstva, a kao poznata ličnost zalagao se za njih u Francuskoj i na turneji po SAD-u, gdje je skupljao sredstva.  O ratu je napisao roman Nada kojeg je objavio 1938. godine, a kasnije po njemu napravio film. Iste godine se i rastao od žene (iako je razvod službeno sređen tek 1946.) te počeo živjeti s Josette Clotis s kojom je ima dva sina, Pierrea-Gauthiera (1940.) i Vincenta (1943.).
Početkom Drugog svjetskog rata prijavio se u francusku vojsku gdje je služio u motoriziranoj jedinici. U lipnju 1940. je zarobljen, ali je već u studenom pobjegao uz pomoć polubrata Rolanda. Vrijeme je provodio na jugu Francuske i ispočetka je odbijao pridružiti se Pokretu otpora. Pridružio im se tek početkom 1944. nakon što su mu poginula oba polubrata, također članovi Pokreta.  Odmah je postao pukovnik iako nije jasno čime je točno zapovijedao i što je napravio. Ovo razdoblje njegovog života je vrlo nejasno jer sam izmislio mnoge lažne informacije kojima preuveličava svoju ulogu.  Sredinom 1944. je opet uhićen; detalji oko njegovog zarobljeništva su također nejasni, postoje priče da je mučen pa čak i da je gotovo smaknut, ali nije ih moguće potvrditi. Ubrzo je oslobođen povlačenjem Nijemaca nakon čega se opet uključio u aktivnosti Pokreta. Godine 1944. je u nesreći poginula Josette, a od sljedeće godine je Malraux živio s Madeleine, udovicom njegovog polubrata Rolanda, kojom se oženio 1948.  

### Poslijeratna karijera
Za vrijeme rata napisao je roman Altenburški orasi koji je zapravo dio većeg romana uništenog prilikom njegovog uhićenja.  To mu je bio posljednji roman; nakon rata uglavnom je pisao djela o umjetnosti i estetici. U kolovozu 1945. upoznao je Charlesa De Gaullea, a od studenog te godine do siječnja iduće je bio ministar informacija u njegovoj kratkotrajnoj vladi.  Kada je on osnovao stranku, Malraux se priključio i pokazao kao uspješan propagandist i organizator.  
De Gaulleovim dolaskom na vlast 1958. Malraux je prvo postao ministar informacija, a sljedeće godine je preuzeo novostvoreno ministarstvo kulture koje je kontrolirao idućih deset godina. Kao ministar pokrenuo je mnoge projekte restauracije djela, približavanja kulture ljudima i promoviranja moderne umjetnosti.  Upoznao je mnoge slavne ličnosti svoga doba kao što su: John F. Kennedy, Nehru, Mao, Picasso i dr. Mnogi su mu zamjerali potporu de Gaulleu, primjerice Sartre, a oko toga se posvađao i s kćeri Florence. Godine 1961. su mu oba sina zajedno poginula u prometnoj nesreći, a 1966. se razveo od Madelaine.  
1967. je objavio prvi dio autobiografije, Antimemoari.  Bio je uz de Gaullea i za vrijeme nemira u svibnju 1968. koje je Sartre podržavao; s njim je ipak surađivao u oslobađanju Régisa Debrayja, francuskog intelektualca i revolucionara uhićenog u Boliviji.  1969. je završio političku karijeru, ali je i dalje ostao važna javna ličnost često se pojavljujući na televiziji, radiju i važnim događajima. I dalje je nastavio pisati o umjetnosti, a 1971. objavio je svoje razgovore s de Gaulleom, Hrastovi koje obaraju. Potkraj života postao je alkoholičar i ovisnik o lijekovima zbog čega mu je zdravlje bilo jako narušeno. Umro je 23. studenog 1976. godine.  1996. njegovi posmrtni ostatci su odlukom Jacquesa Chiraca preneseni u pariški Panthéon.

## Djela
- Papirnati mjeseci (Lunes en Papier, 1923.)
- Iskušenje Zapada (La Tentation de l'Occident, 1926.)
- Royame-Farfelu (1928.)
- Osvajači (Les Conquérants, 1928.)
- Kraljevski put (La Voie royale, 1930.)
- Život ljudski (La Condition humaine, 1933.)
- Vrijeme prezira (Le Temps du mépris, 1935.)
- Nada (L'Espoir, 1937.)
- Altenburški orasi (Les Noyers de l'Altenbourg, 1948.)
- Glasovi tišine (Les Voix du silence, 1951.)
- Metamorfoza bogova (La Métamorphose des dieux, 1957.)
- Anti-memoari (Antimémoires, 1967.)
- Hrastovi koje obaraju (Des Chênes qu'on abat, 1971.)
- Lazare (1974.)